# David Owino
David Owino Odhiambo (ur. 5 kwietnia 1988 w Nakuru) – kenijski piłkarz grający na pozycji środkowego obrońcy. Od 2021 jest zawodnikiem klubu NAPSA Stars FC.

## Kariera klubowa
Swoją karierę piłkarską Owino rozpoczął w klubie Karuturi Sports. W sezonie 2009 zadebiutował w jego barwach w pierwszej lidze kenijskiej. Grał w nim do końca 2011 roku. W 2012 roku przeszedł do Gor Mahia. W sezonie 2012 wywalczył z nim wicemistrzostwo Kenii oraz zdobył Puchar Kenii. Z kolei w sezonach 2013 i 2014 został z nim mistrzem kraju.
W 2015 roku Owino przeszedł do zambijskiego ZESCO United. Występował w nim od końca 2020 roku. Wraz z ZESCO United pięciokrotnie zostawał mistrzem Zambii w sezonach 2015, 2017, 2018, 2019 i 2020/2021 oraz wicemistrzem w sezonie 2016. Zdobył też dwa Puchary Zambii w latach 2016 i 2019. Na początku 2021 przeszedł do NAPSA Stars FC.

## Kariera reprezentacyjna
W reprezentacji Kenii Owino zadebiutował 15 stycznia 2012 w przegranym 0:1 towarzyskim meczu z Senegalem, rozegranym w Dakarze. W 2019 roku został powołany do kadry na Puchar Narodów Afryki 2019. Wystąpił w nim w jednym meczu grupowym, z Tanzanią (3:2).